# 稲井町
稲井町（いないちょう）は、昭和42年（1967年）まで宮城県牡鹿郡の北部にあった町。現在は石巻市の一部。

## 地理
- 山：上品山 (467.8m)、石投山 (456m)、鶴巻山 (375m)、籠峰山 (347.5m)、牧山 (218.9m)
- 河川：旧北上川、真野川、水沼川、高木川
- 湖沼：万石浦

## 沿革
- 明治22年（1889年）4月1日 - 町村制施行にともない、大瓜村・沢田村・高木村・流留村・沼津村・真野村・水沼村・南境村の計8か村と湊村のうち井内・磯田地区が合併して稲井村が発足。戸数822、人口6,010人。村名の由来は「役場所在の地名井内の語呂に通じ、農業地帯にふさわしく、稲作が汲めどもつきぬ井泉の如く豊穣満作であれかしとの祈念の意」による（『稲井町史』175頁）。
- 昭和34年（1959年）4月1日 - 町制施行し、稲井町となる。
- 昭和42年（1967年）3月23日 - 石巻市に編入される。

## 行政
- 歴代村長

| 代     | 氏名         | 就任               | 退任                      | 備考 |
| ------ | ------------ | ------------------ | ------------------------- | ---- |
| 1      | 星廉延       | 明治22年（1889年） | 明治23年（1890年）        |      |
| 2〜3   | 高橋友治     | 明治23年（1890年） | 明治30年（1897年）        |      |
| 4      | 佐藤丈輔     | 明治30年（1897年） | 明治32年（1899年）        |      |
| 5      | 本木敬輔     | 明治32年（1899年） | 明治35年（1902年）        |      |
| 6      | 亀山軍左衛門 | 明治35年（1902年） | 明治36年（1903年）        |      |
| 7〜8   | 浅野嘉明     | 明治36年（1903年） | 明治40年（1907年）        |      |
| 9      | 大友正兵衛   | 明治40年（1907年） | 明治41年（1908年）        |      |
| 10〜11 | 浅野嘉明     | 明治41年（1908年） | 大正4年（1915年）         | 再任 |
| 12〜13 | 佐藤勘太郎   | 大正4年（1915年）  | 大正9年（1920年）         |      |
| 14〜15 | 高橋武治     | 大正9年（1920年）  | 昭和3年（1928年）         |      |
| 16     | 梶谷平太夫   | 昭和3年（1928年）  | 昭和7年（1932年）         |      |
| 17     | 浅野嘉明     | 昭和7年（1932年）  | 昭和9年（1934年）         | 三任 |
| 18     | 梶谷平太夫   | 昭和9年（1934年）  | 昭和13年（1938年）        | 再任 |
| 19〜20 | 阿部丙三郎   | 昭和13年（1938年） | 昭和21年（1946年）        |      |
| 21     | 岡東吉       | 昭和21年（1946年） | 昭和21年（1946年）        |      |
| 22〜23 | 三浦広       | 昭和22年（1947年） | 昭和27年（1952年）        |      |
| 24〜25 | 阿部正人     | 昭和27年（1952年） | 昭和34年（1959年）3月31日 |      |

- 歴代町長

| 代   | 氏名     | 就任                     | 退任                      | 備考         |
| ---- | -------- | ------------------------ | ------------------------- | ------------ |
| 1〜3 | 阿部正人 | 昭和34年（1959年）4月1日 | 昭和42年（1967年）3月22日 | 村長より留任 |

## 産業
- 井内石 - 牧山の周辺にて採掘される砂質粘板岩。良質の石材として広く知られ、特に碑石として優れていることから、江戸時代には採掘場が仙台藩により厳重に管理され、免許所有者以外の採石が禁止されていた。

## 教育
- 稲井町立稲井小学校
- 稲井町立大瓜小学校
- 稲井町立金山小学校
- 稲井町立真野小学校
- 稲井町立稲井中学校

## 交通

### 鉄道
- 国鉄石巻線：陸前稲井駅 - （渡波駅は石巻市内） - 沢田駅